# Heligoland
Heligoland — п'ятий студійний альбом англійського дуету електронної музики Massive Attack, випущений 8 лютого 2010 року лейблом Virgin Records. Названий на честь німецького архіпелагу. Реліз став їхнім першим студійним альбомом за сім років, після 100th Window (2003). Він отримав золотий сертифікат Британської асоціації виробників фонограм (BPI).

## Учасники запису
На платівці передусім звучить вокал Гораса Енді, а також низки запрошених вокалістів: Тунде Адебімпе з TV on the Radio, Деймона Алберна з Blur і Gorillaz, Гоуп Сандовал з Mazzy Star, Гая Гарві з Elbow і Мартіни Топлі-Берд. Серед інших учасників — гітара Адріан Атлі з Portishead (на «Saturday Come Slow»), клавішні Джона Бегготта з Portishead (особливо на «Atlas Air»), клавішні та синтезаторний бас Деймона Алберна («Splitting the Atom» і «Flat of the Blade», відповідно), гітара (на різних треках) і бас («Girl I Love You») Ніла Девіджа, бас Біллі Фуллера з Beak (на різних треках) і ударні Джеррі Фукса, а також постійного сесійного і гастрольного барабанщика Massive Attack Деймона Ріса.
Ден Браун і Стью Джексон (Robot Club) написали «Paradise Circus» у співавторстві, зіграли на гітарі і написали «Saturday Come Slow», а також частково програмували та спроектували ці треки. Тім Голдсворті взяв участь у додатковому продюсуванні (конкретні треки не вказані). Більшість треків були зведені Марком «Spike» Стентом і зведені Тімом Янгом на студії Metropolis, як і на попередніх записах. На відміну від попередніх альбомів, на вкладиші немає жодних особистих подяк. Більшість треків були спродюсовані Нілом Девіджем і Робертом Дель Наджа; Грант Маршалл взяв участь у продюсуванні лише «Splitting The Atom», «Paradise Circus» і «Saturday Come Slow», але вказаний як співавтор кожного треку. Альбом присвячений пам'яті співпродюсера Blue Lines, Джонні Долара.

## Передумови і створення
Виходу альбому передував реліз міні-альбому Splitting the Atom 4 жовтня 2009 року. Під час роботи над альбомом у ЗМІ його часто називали «LP5» (натякаючи на те, що це їхній п'ятий студійний альбом) або «Weather Underground» (рання робоча назва Роберта Дель Наджа).
Обкладинка, як і кожного альбому Massive Attack, починаючи з Protection, є результатом співпраці Тома Хінгстона і Дель Наджа, цього разу за мотивами картин самого Дель Наджа. Для рекламної кампанії в лондонському метро місцева транспортна служба Transport for London наполягла на тому, щоб зображення обкладинки на рекламних плакатах було змінено так, щоб воно не нагадувало «вуличне мистецтво», зобов'язавши художників прибрати патьоки і розмитості з оригінального зображення; це мало відповідати їхній політиці не заохочувати графіті.
Дель Наджа розповів про музичний стиль Heligoland:
|  | Я думаю, що він, безумовно, має більш органічне відчуття. [...] 100th Window був дуже схожий на злиття всього, що об'єднується, і врешті-решт процес був настільки екстремальним, що ви не могли сказати, чи була струнна партія електронною, чи натуральною. Було багато живих партій, які в підсумку звучали дуже електронно. Це стало цілим світом різних процесів, і ми хотіли зробити щось трохи інше, тому що у нас був такий досвід. |

Трек «Girl I Love You», один з багатьох за участю Гораса Енді, є кардинально переробленою версією пісні, спочатку написаної Енді під час його сольної кар'єри.

## Список пісень
| #     | Назва                | Автор                                                        | Вокал                           | Тривалість |
| ----- | -------------------- | ------------------------------------------------------------ | ------------------------------- | ---------- |
| 1.    | «Pray for Rain»      | Роберт Дель Наджа, Грант Маршалл, Ніл Девідж, Тунде Адебімпе | Адебімпе                        | 6:44       |
| 2.    | «Babel»              | Дель Наджа, Маршалл, Девідж, Мартіна Топлі-Берд              | Топлі-Берд                      | 5:20       |
| 3.    | «Splitting the Atom» | Дель Наджа, Маршалл, Девідж, Деймон Алберн                   | 3D, Daddy G, Алберн, Горас Енді | 5:17       |
| 4.    | «Girl I Love You»    | Дель Наджа, Маршалл, Девідж, Енді                            | Енді                            | 5:27       |
| 5.    | «Psyche»             | Дель Наджа, Маршалл, Девідж, Топлі-Берд                      | Топлі-Берд                      | 3:25       |
| 6.    | «Flat of the Blade»  | Дель Наджа, Маршалл, Девідж, Алберн, Гай Гарві               | Гарві                           | 5:30       |
| 7.    | «Paradise Circus»    | Дель Наджа, Маршалл, Гоуп Сандовал, Стю Джексон, Ден Браун   | Сандовал                        | 4:58       |
| 8.    | «Rush Minute»        | Дель Наджа, Маршалл, Девідж                                  | 3D                              | 4:51       |
| 9.    | «Saturday Come Slow» | Дель Наджа, Маршалл, Алберн, Джексон, Браун                  | Алберн                          | 3:44       |
| 10.   | «Atlas Air»          | Дель Наджа, Маршалл, Девідж, Джон Бегготт                    | 3D                              | 7:49       |
| 53:05 |                      |                                                              |                                 |            |

## Персоналії

### Massive Attack
- Роберт Дель Наджа — вокал, клавішні, програмування
- Грант Маршалл — вокал

### Сесійні музиканти
- Горас Енді — вокал
- Тунде Адебімпе — вокал
- Мартіна Топлі-Берд — вокал
- Гай Гарві — вокал
- Гоуп Сандовал — вокал
- Деймон Алберн — вокал, бас, клавішні
- Деймон Ріс — барабани
- Джеррі Фукс — барабани
- Біллі Фуллер — бас
- Ніл Девідж — бас, клавішні, гітара, програмування
- Джон Бегготт — клавішні
- Тім Голдсуорсі — клавішні, програмування
- Ден Остін — клавішні, програмування
- Юан Дікінсон — клавішні, програмування
- Адріан Атлі — гітара
- Стю Джексон — гітара, програмування
- Ден Браун — гітара, програмування
- Дейв Сітек — гітара
- Гаррі Браун — мідні
- Ноель Ленглі — мідні
- Кріс Сторр — мідні
- Енді Греппі — мідні
- Стюарт Гордон — аранжування струнних (7)

### Технічний персонал
- Роберт Дель Наджа — продюсування
- Ніл Девідж — продюсування; зведення (2, 7)
- Грант Маршалл — продюсування (3, 7, 9)
- Тім Голдсуорсі — додаткове продюсування
- Марк «Spike» Стент — зведення (1, 3–6, 8–10)
- Метті Грін — асистент зведення (1, 3–6, 8–10)
- Юан Дікінсон — асистент зведення (2, 7); звукоінженер
- Ерік Бручек — звукоінженер
- Лі Шепард — звукоінженер
- Лео Сідран — звукоінженер
- Джейсон Кокс — звукоінженер
- Грем Арчер — звукоінженер
- Robot Club — звукоінженер
- Тім Янг — мастеринг

### Дизайн
- Роберт Дель Наджа — картини, дизайн, арт-директор
- Студія Тома Хінгстона — дизайн, арт-директор

## Чарти
| Чарт (2010)                                          | Найвища позиція |
| ---------------------------------------------------- | --------------- |
| Австралія Australian Albums (ARIA)                   | 8               |
| Australian Dance Albums (ARIA)                       | 3               |
| Австрія Austrian Albums (Ö3 Austria)                 | 5               |
| Бельгія Belgian Albums (Ultratop Flanders)           | 1               |
| Бельгія Belgian Albums (Ultratop Wallonia)           | 2               |
| Канада Canadian Albums (Billboard)                   | 12              |
| Чехія Czech Albums (ČNS IFPI)                        | 4               |
| Данія Danish Albums (Hitlisten)                      | 6               |
| Нідерланди Dutch Albums (MegaCharts)                 | 5               |
| European Albums (Billboard)                          | 2               |
| Фінляндія Finnish Albums (Suomen virallinen lista)   | 11              |
| Франція French Albums (SNEP)                         | 2               |
| Німеччина German Albums (Offizielle Top 100)         | 4               |
| Greek International Albums (IFPI)                    | 2               |
| Угорщина Hungarian Albums (MAHASZ)                   | 32              |
| Ірландія Irish Albums (IRMA)                         | 9               |
| Італія Italian Albums (FIMI)                         | 7               |
| Japanese Albums (Oricon)                             | 29              |
| Mexican Albums (Top 100 Mexico)                      | 57              |
| Нова Зеландія New Zealand Albums (Recorded Music NZ) | 7               |
| Норвегія Norwegian Albums (VG-lista)                 | 12              |
| Польща Polish Albums (ZPAV)                          | 2               |
| Португалія Portuguese Albums (AFP)                   | 5               |
| Шотландія Scottish Albums (OCC)                      | 12              |
| Іспанія Spanish Albums (PROMUSICAE)                  | 13              |
| Швеція Swedish Albums (Sverigetopplistan)            | 17              |
| Швейцарія Swiss Albums (Schweizer Hitparade)         | 2               |
| Велика Британія UK Albums (OCC)                      | 6               |
| Велика Британія UK Dance Albums (OCC)                | 1               |
| США Billboard 200                                    | 46              |
| США Top Alternative Albums (Billboard)               | 5               |
| США Dance/Electronic Albums (Billboard)              | 4               |

| Чарт (2010)                                | Позиція |
| ------------------------------------------ | ------- |
| Australian Dance Albums (ARIA)             | 29      |
| Belgian Albums (Ultratop Flanders)         | 30      |
| Belgian Albums (Ultratop Wallonia)         | 48      |
| European Albums (Billboard)                | 63      |
| French Albums (SNEP)                       | 58      |
| Swiss Albums (Schweizer Hitparade)         | 53      |
| UK Albums (OCC)                            | 150     |
| US Top Dance/Electronic Albums (Billboard) | 15      |

## Сертифікації
| Регіон                                       | Сертифікація | Продажі |
| -------------------------------------------- | ------------ | ------- |
| Франція (SNEP)                               | Золотий      | 50 000* |
| Італія (FIMI)                                | Золотий      | 25 000* |
| Польща (ZPAV)                                | Золотий      | 10 000* |
| Велика Британія (BPI)                        | Золотий      | 122,187 |
| *продажі, що базуються лише на сертифікаціях |              |         |